# Everniastrum
Everniastrum es un género de hongos liquenizados dentro de la familia Parmeliaceae.